# Phan Thanh Nam
Phan Thanh Nam, sinh năm 1930 tại Quy Nhơn, quê tại Bến Tre, là nhạc sĩ Việt Nam, được tặng Giải thưởng Nhà nước về Văn học Nghệ thuật năm 2007. 

## Tiểu sử
Phan Thanh Nam sinh ngày 25 tháng 9 năm 1930 tại Quy Nhơn, quê ở huyện Ba Tri, Bến Tre.
Sau Cách mạng Tháng Tám, ông làm liên lạc bộ đội An Khê (Gia Lai) rồi làm chiến sĩ quân giới ở Liên khu IV. Thời gian này, ông hoạt động văn nghệ ở Hội Văn nghệ Liên khu IV. Hòa bình lập lại, ông về làm biên tập chuyên mục Nghệ thuật của báo Nhân dân, sau đó làm Trưởng ban Nghệ thuật báo Văn nghệ, làm Phó Tổng biên tập Tạp chí Âm nhạc rồi nghỉ hưu tại đây.

## Sự nghiệp
Là chiến sĩ quân giới nhưng mê say âm nhạc, Phan Thanh Nam đã viết "Lá cờ Tháng Tám" khi được tin Hiệp định Génever được ký kết. Ca khúc này đã đưa Phan Thanh Nam bước vào sự nghiệp âm nhạc. Đến năm 1973 khi hiệp định Paris được ký kết, vẫn nét nhạc chủ đạo từ "Lá cờ Tháng Tám", Phan Thanh Nam lại viết "Trên đường vui hôm nay". Bài hát đã theo những người lính giải phóng đi cắm cờ ở những vùng giáp ranh tại miền Nam. Cũng nét nhạc ấy sau thống nhất, Phan Thanh Nam đã viết hợp xướng "Ta hát tiếp bài ca".
Ông còn có nhiều ca khúc được đông đảo người nghe biết đến như: Lá cờ Tháng Tám, Nông dân biết ơn Đảng, Tôi hát tên Người - đồng chí Lênin, Tôi là người thợ, Lá cờ chiến thắng, Trên đường mùa xuân, Nụ xuân.
Ngoài sáng tác, Phan Thanh Nam còn viết tiểu luận, phê bình, giới thiệu, bình luận âm nhạc. 
Ông đã xuất bản hai tuyển tập ca khúc: Lá cờ Tháng Tám (Nxb.Văn hóa, 1982) và Tuyển tập ca khúc Phan Thanh Nam và Album Audio tác giả (Nxb. Âm nhạc và Hội Nhạc sĩ Việt Nam 1995). 
Ông đã được tặng  Huân chương Kháng chiến chống Pháp hạng Nhất, Huân chương Kháng chiến chống Mỹ hạng Nhất, Huy chương Chiến thắng, Giải thưởng của Hội Nhạc sĩ Việt Nam vào những năm 1957, 1960, 1970 cùng nhiều giải thưởng khác...
Năm 2007 ông được tặng Giải thưởng Nhà nước về Văn học Nghệ thuật với các các ca khúc: Lá cờ tháng 8, Trên đường vui hôm nay, Ta hát tiếp bài ca, Đi giữa màu xanh, Con sông quê hương.

## Tác phẩm chính

### Ca khúc
- Lá cờ tháng Tám

- Trên đường vui hôm nay,
- Ta hát tiếp bài ca,
- Đi giữa màu xanh,
- Con sông quê hương
- Nông dân biết ơn Đảng,
- Tôi hát tên Người - đồng chí Lênin
- Tôi là người thợ
- Lá cờ chiến thắng
- Trên đường mùa xuân
- Nụ xuân.

### Tuyển tập
- Lá cờ Tháng Tám (Nxb.Văn hóa, 1982)
- Tuyển tập ca khúc Phan Thanh Nam và Album Audio tác giả (Nxb. Âm nhạc và Hội Nhạc sĩ Việt Nam 1995)

## Giải thưởng
- Giải thưởng của Hội Nhạc sĩ Việt Nam (1957, 1960, 1970)

## Khen thưởng
- Huân chương Kháng chiến chống Pháp hạng Nhất,
- Huân chương Kháng chiến chống Mỹ hạng Nhất,

## Vinh danh
- Giải thưởng Nhà nước về Văn học Nghệ thuật năm 2007